# Althüttendorf
Althüttendorf település Németországban, azon belül Brandenburgban. Lakosainak száma 637 fő (2023. december 31.).

## Népesség
A település népességének változása:
| Lakosok száma | 585  | 579  | 628  | 651  | 637  |
|               | 2017 | 2019 | 2021 | 2022 | 2023 |